# 대기초등학교
대기초등학교는 대한민국 충청남도 태안군에 있는 공립 초등학교이다.

## 학교 연혁
- 1967년 7월 3일: 원북초등학교 대기분실
- 1968년 3월 1일: 대기국민학교 승격

## 참고 자료
- 대기초등학교 - 한국교육학술정보원 학교알리미